# Biobutanol

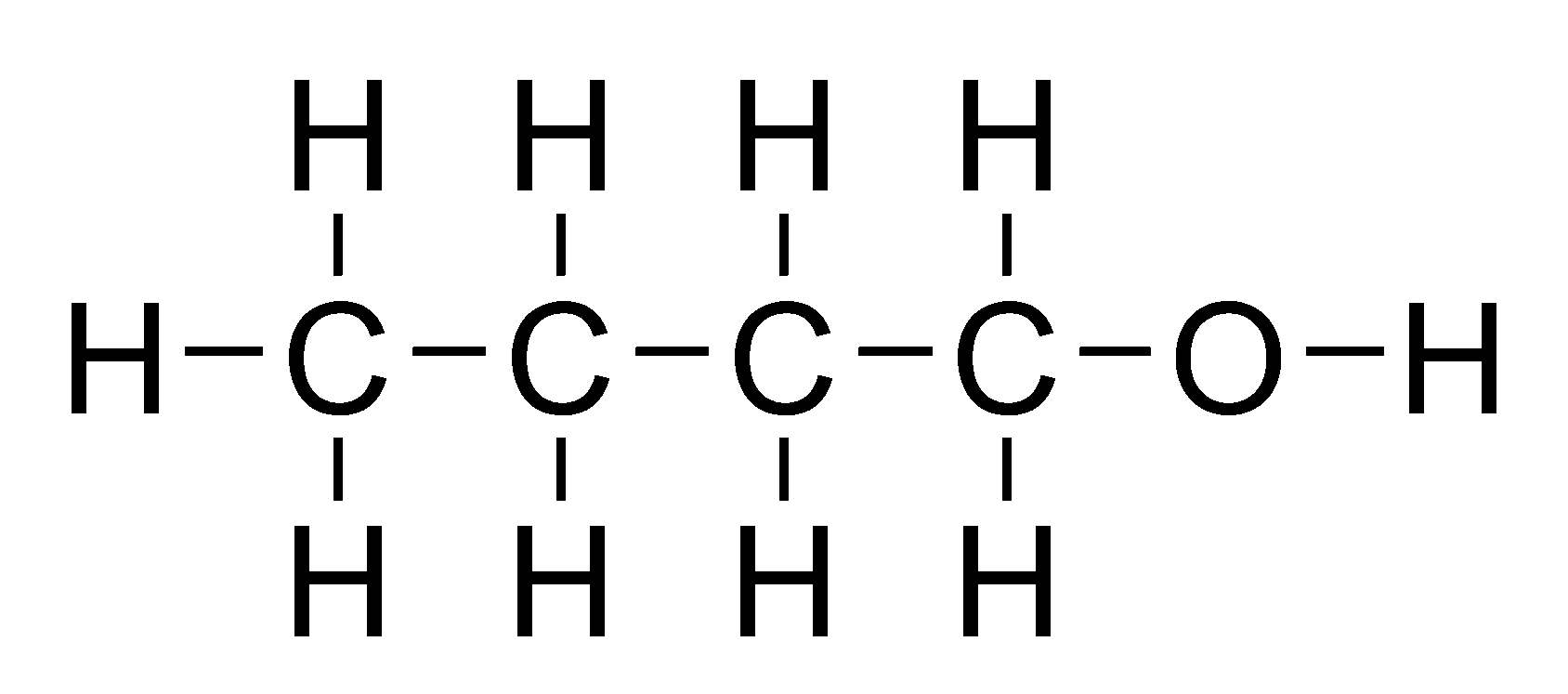
Structure chimique aplatie du butanol.

Le butanol peut être utilisé comme carburant dans un moteur à combustion interne. Il ressemble plus à essence qu'à éthanol. Un hydrocarbure en C4, le butanol est un carburant de remplacement et fonctionne donc dans les véhicules conçus pour être utilisés avec de l'essence sans modification.
Il peut être produit à partir de biomasse (comme "biobutanol") ainsi que de combustible fossile s (comme "pétrobutanol" ). Le biobutanol et le pétrobutanol ont les mêmes propriétés chimiques. Le butanol issu de la biomasse est appelé biobutanol,.